# Magnus Goodman
Pour les articles homonymes, voir Goodman.
Magnus Goodman, dit Mike Goodman, (né le 18 mars 1898 à Winnipeg au Manitoba au Canada - mort le 18 juillet 1991 à Dade City en Floride aux États-Unis) est un ancien joueur canadien de hockey sur glace qui évoluait au poste d'ailier gauche. Il fait partie de l'équipe du Canada qui a remporté la première médaille d'or aux Jeux olympiques de 1920.

## Carrière
En 1920, il remporte la Coupe Allan avec les Falcons de Winnipeg. Cette victoire lui permet avec son équipe de participer au premier tournoi de hockey sur glace olympique, les canadiens décidant d'envoyer l'équipe vainqueur de la Coupe Allan pour représenter leur pays plutôt qu'une sélection des meilleurs joueurs. Le Canada y remporte la première médaille d'or olympique de l'histoire du hockey sur glace.

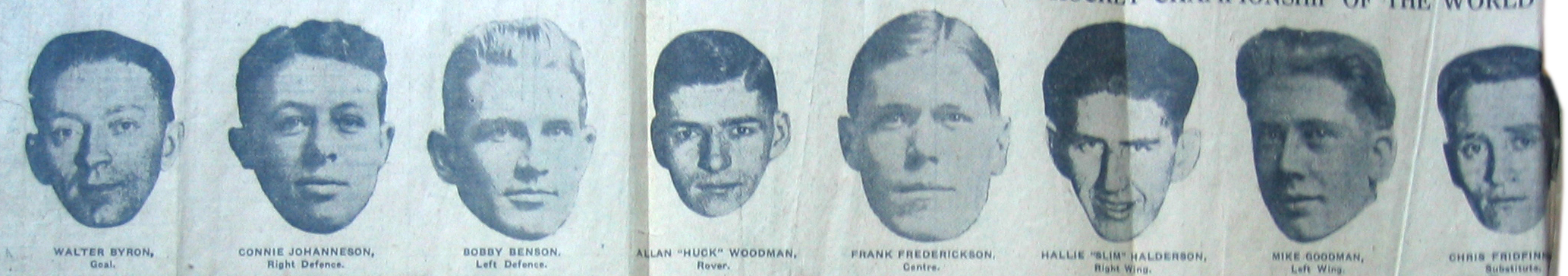
L'équipe des Falcons de Winnipeg, médaille d'or olympique en 1920.
De gauche à droite : Byron - Johannesson - Benson - Woodman - Fredrickson - Halderson - Goodman - Fridfinnson

Il joue ensuite l'essentiel de sa carrière dans l'American Hockey Association (AHA) entre 1926 et 1938 avant de jouer une dernière saison dans la Tropical Hockey League. De 1932 à 1938, il occupe parallèlement le poste d'entraîneur de son équipe.

## Statistiques
Pour les significations des abréviations, voir Statistiques du hockey sur glace.
| Saison    | Équipe                           | Ligue |    | PJ | B  | A  | Pts | Pun |
| 1925-1926 | Duluth Hornets                   | CHL   | 32 | 5  | 3  | 8  | 8   |     |
| 1926-1927 | Duluth Hornets                   | AHA   | 38 | 15 | 4  | 19 | 6   |     |
| 1927-1928 | Duluth Hornets                   | AHA   | 40 | 5  | 4  | 9  | 6   |     |
| 1928-1929 | Duluth Hornets                   | AHA   | 38 | 3  | 3  | 6  | 6   |     |
| 1929-1930 | Duluth Hornets                   | AHA   | 47 | 4  | 11 | 15 | 6   |     |
| 1930-1931 | Duluth Hornets                   | AHA   | 3  | 0  | 0  | 0  | 0   |     |
| 1930-1931 | Kansas City Pla-Mors             | AHA   | 41 | 12 | 3  | 15 | 28  |     |
| 1931-1932 | Kansas City Pla-Mors             | AHA   | 45 | 9  | 7  | 16 | 8   |     |
| 1932-1933 | Duluth Hornets/Wichita Blue Jays | AHA   | 40 | 19 | 3  | 22 | 14  |     |
| 1933-1934 | Kansas City Greyhounds           | AHA   | 38 | 8  | 8  | 16 | 22  |     |
| 1934-1935 | Kansas City Greyhounds           | AHA   | 45 | 5  | 7  | 12 | 12  |     |
| 1935-1936 | Wichita Skyhawks                 | AHA   | 41 | 10 | 10 | 20 | 13  |     |
| 1936-1937 | Wichita Skyhawks                 | AHA   | 35 | 8  | 7  | 15 | 11  |     |
| 1937-1938 | Wichita Skyhawks                 | AHA   | 45 | 6  | 8  | 14 | 4   |     |
| 1938-1939 | Coral-Gables Seminoles           | THL   | 14 | 6  | 3  | 9  | 0   |     |

## Honneurs et récompenses
- 1920 : Coupe Allan
- 1920 :  Jeux olympiques
- 1927 : vainqueur de l'AHA
- 1934 : vainqueur de l'AHA